# مقاطعة هودونين
مقاطعة هودونين (بالتشيكية: Okres Hodonín)‏ هي مقاطعة (أوكريس) في إقليم جنوب مورافيا في جمهورية التشيك.
عاصمة هذه المقاطعة هي هودونين.

## اقرأ أيضاً
- مقاطعات جمهورية التشيك